# Verdet Kessler
Verdet Emily Caci Kessler (* 24. Mai 1994) ist eine australische Badmintonspielerin. 

## Karriere
Verdet Kessler wurde 2013 erstmals nationale australische Meisterin, nachdem sie dort 2011 und 2012 bereits Silber und Bronze gewonnen hatte. Bei den Ozeanienmeisterschaften gewann sie 2012 Silber und 2014 Gold. Auch 2014 gewann sie die Einzelmeisterschaft des Landes.